# Eugen Kopp
Eugen Kopp (* 3. Juli 1903 in Karlsruhe; † 11. August 1993) war ein deutscher Turntrainer und Sportlehrer.

## Leben
Eugen Kopp, zu dieser Zeit bereits Lehrer, übernahm im Februar 1924 die Schülerriege des Turnvereins Haagen 1881 e.V., wo er später Ehrenmitglied war. 1928 wurde er als Lehrer nach Weil am Rhein versetzt, wo er im TV Weil 1884. 1929 gründete er als Vereinsleiter des TuS Stetten 1900 dort eine Frauenabteilung und übernahm 1931 die Initiative für den Erwerb des Grundstückes von der Firma Engisch & Co. aus Basel für den Bau vereinseigenen Sportplatz zwischen der Basler Straße und dem Industriekanal. 1932 war er Mitinitiator, Förderer und Mitausführender beim Bau der Ski- und Wanderhütte des TuS Stetten in Todtnauberg. Zusammen mit dem Architekten Ernst Herbster und einigen seiner Schüler fuhren sie mit Franz Trikes’ Lastwagen auf die Anhöhe und begannen dort mit den Ausgrabungsarbeiten.
Als Wiesentaler Kreisturnwart kam ihm die Aufgabe zu, den Vereinen mitzuteilen, dass die ersten Vereinsführer unbedingt Mitglied der NSDAP mussten. 1935 wurde er von Kreisschulrat Heinrich Koch nach Villingen geholt, wo er als Sportlehrer zunächst an der Volksschule, dann an der früheren Immelmann-Schule und später an der Oberschule für Jungen (heute Gymnasium am Romäusring Villingen-Schwenningen) unterrichtete. Ebenfalls 1935 übernahm er beim Turnverein Villingen das Amt des Oberturnwarts.
1936 gehörte Kopp zu den Olympiatrainern der Deutschlandriege und Villingen wurde einer der Olympiastützpunkte für die Anwärter im Gerätturnen. Unter Kopp nahm die Vereinsriege des TV Villingen in Folge unter anderem auch an den Deutschen Turnfesten teil. Der Festschrift des Vereins zum 150-jährigen Bestehen ist zu entnehmen, dass das Kunstturnen in Villingen in der Ära Kopp seine Blütezeit fand.
Nach dem Zweiten Weltkrieg war er in verschiedenen Funktionen für den Deutschen Turner-Bund (DTB) tätig. Unter anderem bereitete er zusammen mit dem aus Odessa stammenden deutsch-russischen Trainer Alexander „Alex“ Tananaki (1914–2006) vom Turnverein Zell 1864 e.V. (Zell im Wiesental) die deutschen Kunstturner für die Weltmeisterschaften vor. 1948 leitete Kopp auch die Hundertjahrfeier des TV Villingen im „Waldschlössle“. 1954 erhielt er den Ehrenbrief des DTB.
Zudem war er als Studienrat in den 1950er Jahren Lehrer des Instituts für Leibesübungen und unterrichtete im Universitätsstadion (Schwarzwaldstraße 225) der Albert-Ludwigs-Universität Freiburg. Kopp war auch Initiator des Freundeskreises der 34'er Weltmeisterschafts- und 36'er Olympiamannschaft.
1968 trat er aus dem DTB-Kunstturnausschuss aus. Eugen Kopp starb 1993 kurz nach seinem 90. Geburtstag.